# Кондарёво
Кондарёво — хутор в Яковлевском районе Белгородской области России.
Входит в состав Быковского сельского поселения.

## География
Расположен на правом берегу реки Ворскла южнее села Ворскла, с которым граничит по реке Смородинка.
Через хутор проходят просёлочные дороги.

## Улицы
- ул. Дачная
- ул. Речная
- пер. Речной

## Население
| 2002 | 2010 |
| ---- | ---- |
| 22   | ↗41  |